# Black Clover
Black Clover (japonsky ブラッククローバー, Burakku kuróbá) je japonská manga, kterou píše a kreslí Júki Tabata. Příběh se točí kolem Asty, mladého chlapce, který se narodil bez magických schopností, což je v jeho světě nevídané. I přes tuto nevýhodu, kterou pro něj osud připravil, si jde tvrdě za svým cílem stát se Králem čarodějů. Manga vychází pravidelně každý týden od roku 2015 v časopise Šúkan šónen Jump, patřícím nakladatelství Šúeiša. K červenci 2020 bylo vydáno celkem 25 svazků.
V roce 2017 byla vydána OVA epizoda studia Xebec Zwei. Ve stejném roce měl také premiéru anime seriál, za jehož výrobou stojí studio Pierrot.

## Příběh
Před dveřmi kostela byli jednoho dne zanecháni dva sirotci. Jeden dostal jméno Asta a druhý Juno. Jelikož vyrůstali od mala bok po boku, stali se z nich nejlepší kamarádi. V tomto světě, se všichni rodí se schopností ovládat tzv. Manu a umějí tak používat nejrůznější kouzla. Asta je jedinou výjimkou. Na rozdíl od Juna, ze kterého se vyklubalo zázračné dítě s obrovskými magickými schopnostmi, Asta nemá ani krapet magické síly (japonsky 魔力, marjoku). Motivován životním cílem stát se Králem čarodějů, jednou z nejmocnějších autorit v království Clover, na sobě pracuje a snaží se zdokonalit alespoň po fyzické stránce. Když oba dosáhli 15 let, Juno obdržel výjimečný grimoár (kouzelnou knihu, odemykající držiteli mocná kouzla) se čtyřlístkem a Asta, přestože nedisponuje magickou silou, získal podivný grimoár s vyrytým pětilístkem. Ten mu umožňuje vyvolat starodávné elfské meče. Následně se oba připojí k magickým rytířům a Asta tak udělá první krok v cestě za jeho cílem stát se Králem čarodějů.

## Média

### Mangy
Autorem mangy Black Clover je Júki Tabata. Je serializována v časopisu Šúkan šónen Jump nakladatelství Šúeiša od 16. února 2015. Jedná se o autorovo druhé dílo v tomto časopise. Jeho první série Hungry Joker (japonsky ハングリー ジョーカー, Hangurí džóká) se v časopise objevila 12. listopadu 2012 a byla v něm vydávána až do roku 2013, ve kterém byla po 24 kapitolách z důvodu nízké popularity ukončena. Od 4. června 2015 jsou kapitoly mangy vydávány nakladatelstvím Šúeiša také ve svazcích. Dohromady čítá celkem 255 kapitol ve 25 svazcích.
Jako součást své „Jump Start“ iniciativy oznámilo americké nakladatelství Viz Media dne 9. února 2015, že v jejich vlastním týdeníku Weekly Shonen Jump vyjdou první tři kapitoly mangy Black Clover v anglickém jazyce. Dne 30. března 2015 pak oznámilo, že se vydávání mangy v jejich časopise ustálí, počínaje čtvrtou kapitolou 6. dubna, přičemž kapitoly budou publikovány zrychleným tempem, a to dokud nebudou aktuální s japonskými. Dne 9. října 2015 odhalilo Viz Media na New York Comic Conu záměr publikovat mangu v tištěné formě. V únoru 2019 započala Šúeiša souběžně vydávat anglický překlad mangy na své aplikaci a webu Manga Plus.

#### Spin-offy
Dne 2. února 2018 byla v časopisu Saikjó Jump nakladatelství Šúeiša vydána první kapitola spin-offové zábavní mangy. Jmenuje se Asta-kun mahótei e no miči (japonsky アスタくん魔法帝への道) a jejím autorem je Setta Kobajaši. Manga byla vydána v jednom svazku.
Od 7. října 2018 byla v aplikaci a na webových stránkách časopisu Šónen Jump+ serializována manga založená na videohře Black Clover: Quartet Knights. Poslední kapitola byla publikována 12. dubna 2020. K červenci 2020 vzniklo celkem pět svazků mangy.

### Anime
OVA epizoda studia Xebec Zwei byla promítána mezi 27. listopadem a 18. prosincem 2016 na festivalu Jump Festa. Byla vydána společně s jedenáctým svazkem mangy 2. května 2017. Druhá OVA epizoda byla promítána na Jump Festa v roce 2018.
Dne 18. prosince 2016 byla na prezentaci mangy Black Clover na festivalu Jump Festa oznámena její nová adaptace ve formě animovaného televizního seriálu. Zpracování se chopilo animační studio Pierrot. Režije se ujal Tacuja Jošihara a scénář napsal Kacujuki Fudejasu. Na designu postav pracoval Icuko Takeda. Doprovodnou hudbu pak složila Minako Seki. Seriál měl premiéru 3. října 2017 a každá z prvních dvou řad čítá po 51 dílech. Třetí řada měla premiéru 1. října 2019.
Americká společnost Crunchyroll seriál souběžně vysílá s Funimation, které stojí za výrobou a vysíláním anglického dabingu. Dne 2. prosince 2017 televizní stanice Adult Swim premiérově uvedla na svém programovém bloku Toonami seriál s anglickým dabingem. Sony Pictures UK a Funimation vydaly první část seriálu na domácím videu, a to ve Spojeném království a Irsku. Následné části vydala společnost Manga Entertainment. Jménem Funimation vydala společnost Universal Sony první část seriálu v Austrálii a Novém Zélandu. O distribuci dalších částí se postaralo Madman Entertainment.
Anime bylo vysíláno bez velkých přerušení až do dubna roku 2020, ve kterém bylo oznámeno, že na základě zdržení produkce seriálu kvůli pandemii covidu-19 bude premiéra budoucích dílů dočasně pozastavena. Televizní premiéra a distribuce epizody číslo 133 a dalších byla zpožděna a místo toho byly od 5. května 2020 znovu vysílány první epizody seriálu. Seriál obnovil vysílání 7. července 2020.
Krátké ONA díly, které nesou název Squishy! Black Clover (japonsky むぎゅっと！ブラッククローバー, Mugjutto! Burakku kurobá) a vyrobilo je studio DLE, byly premiérově vysílány od 1. července do 19. srpna 2019. Režíroval je Cukasa Nišijama. Úvodní znělku „POSSIBLE“ složili Gakuto Kadžiwara a Nobunaga Šimazaki pod jménem Clover×Clover. Dne 31. prosince 2019 Crunchyroll mezinárodně zveřejnil všech osm epizod.

#### Hudba
Autorkou hudby k seriálu je Minako Seki. První CD s názvem Black Clover Music Collection Vol.1 vyšlo 28. března 2018 a obsahuje celkem 38 skladeb. Druhé CD, s názvem Black Clover Music Collection Vol.2 vyšlo 26. září 2018 s celkem 33 skladbami. K seriálu vyšlo také 25. září 2019 album nazvané Black Clover Theme Song Best, které obsahuje všechny doposud vydané úvodní a závěrečné znělky seriálu.

### Videohry
V roce 2017 byla na festivalu Jump Festa oznámena první videohra ze světa Black Clover s názvem Black Clover: Quartet Knights. Byla vyvinuta studiem Ilinx a vydaná společností Bandai Namco. Hra byla vydána na platformách PlayStation 4 a Microsoft Windows, a to 13. září 2018 v Japonsku a 14. září 2018 na západě. Byla oznámena také mobilní hra Black Clover: Phantom Knights (japonsky ブラッククローバー 夢幻の騎士団, Burakku kuróbá: Mugen no kišidan), která byla v Japonsku vydána 14. listopadu 2018. Dne 6. prosince 2019 Bandai Namco Entertainment ohlásilo, že hra vyjde v anglické verzi 16. ledna 2020.
Asta je hratelnou postavou v crossover hře Jump Force časopisu Šúkan šónen Jump, kterou vydala společnost Bandai Namco Entertainment.